# Alois von Becker
Alois von Becker (německy Alois Johann Heinrich Ritter von Becker) (18. července 1842 Schottwien – 17. dubna 1900 Rijeka) byl rakousko-uherský admirál. U c. k. námořnictva sloužil od roku 1859 a zúčastnil se několika válek. Absolvoval několik zaoceánských cest a v roce 1876 byl členem mezinárodní expedice do Severního ledového oceánu. Později se uplatnil jako pedagog a působil také v administraci jako úředník námořní sekce na ministerstvu války. Jako velitel křižníku SMS Kaiserin Elisabeth doprovázel následníka trůnu Františka Ferdinanda na cestě kolem světa (1892–1893). Svou kariéru završil jako velitel C. k. námořní akademie v Rijece (1895–1900) a v roce 1897 byl povýšen na kontradmirála.

## Biografie

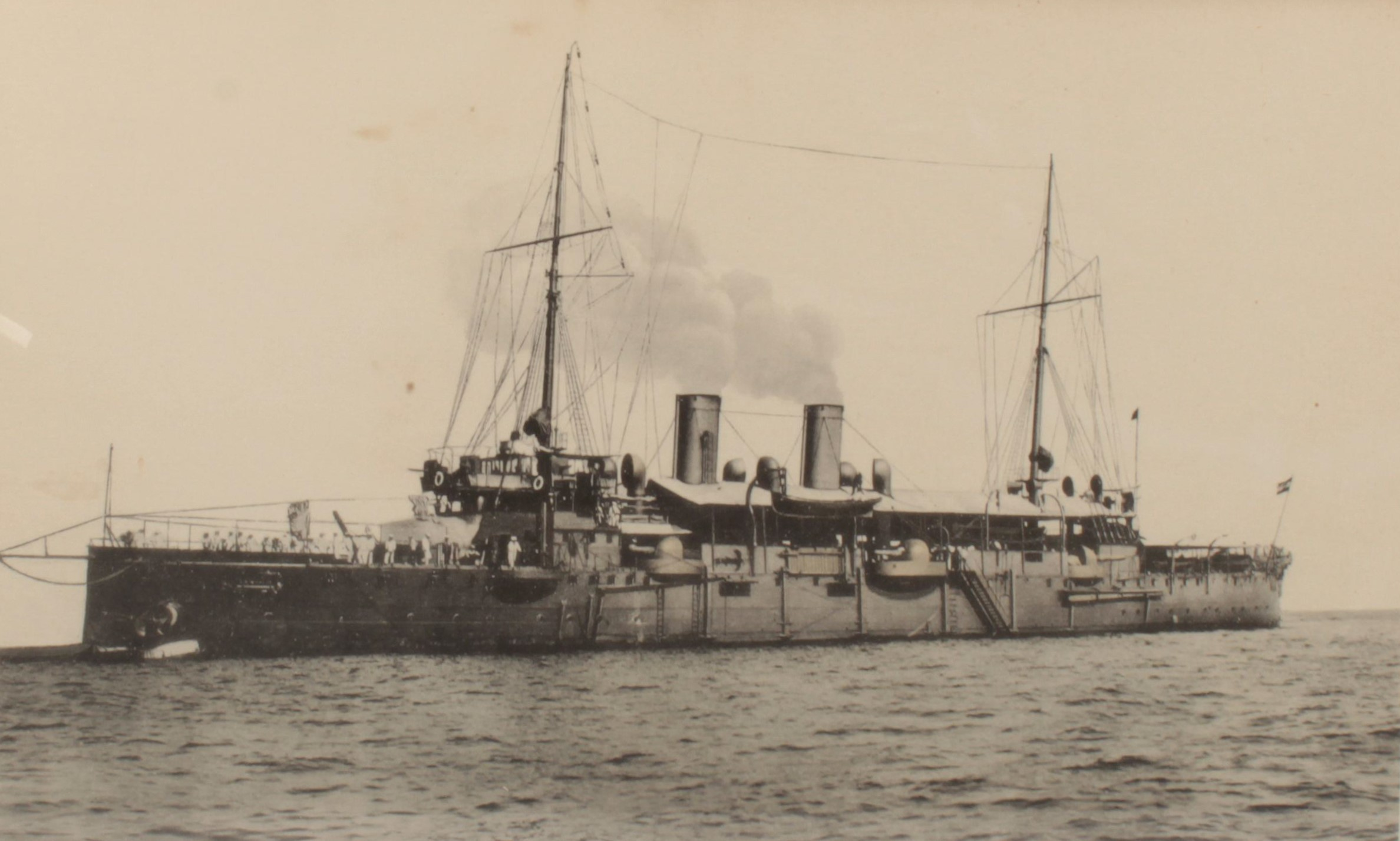
Křižník SMS Kaiserin Elisabeth, vlajková loď kapitána Aloise Beckera při cestě následníka trůnu Františka Ferdinanda kolem světa

Byl druhorozeným synem dvorního rady a zemského školní inspektora Moritze von Beckera (1812–1887). Po nedokončené reálce začal v roce 1855 studovat na C. k. námořní akademii v Terstu, ve stejném ročníku s ním studovali hrabě Egon Chorinský, Franz Perin a Rudolf Berghofer. V roce 1859 vstoupil jako kadet k námořnictvu a zúčastnil se války se Sardinií (1859), poté vystřídal službu na různých lodích. V roce 1864 získal hodnost praporčíka a na lodi SMS Novara cestoval do Mexika jako doprovod císaře Maxmiliána I. (1864–1865). V letech 1866–1868 byl pobočníkem vrchního velitele námořnictva admirála Fautze a v roce 1870 byl povýšen na poručíka II. třídy. Mimo jiné působil jako pedagog na výcvikových lodích a v roce 1872 získal hodnost poručíka I. třídy.

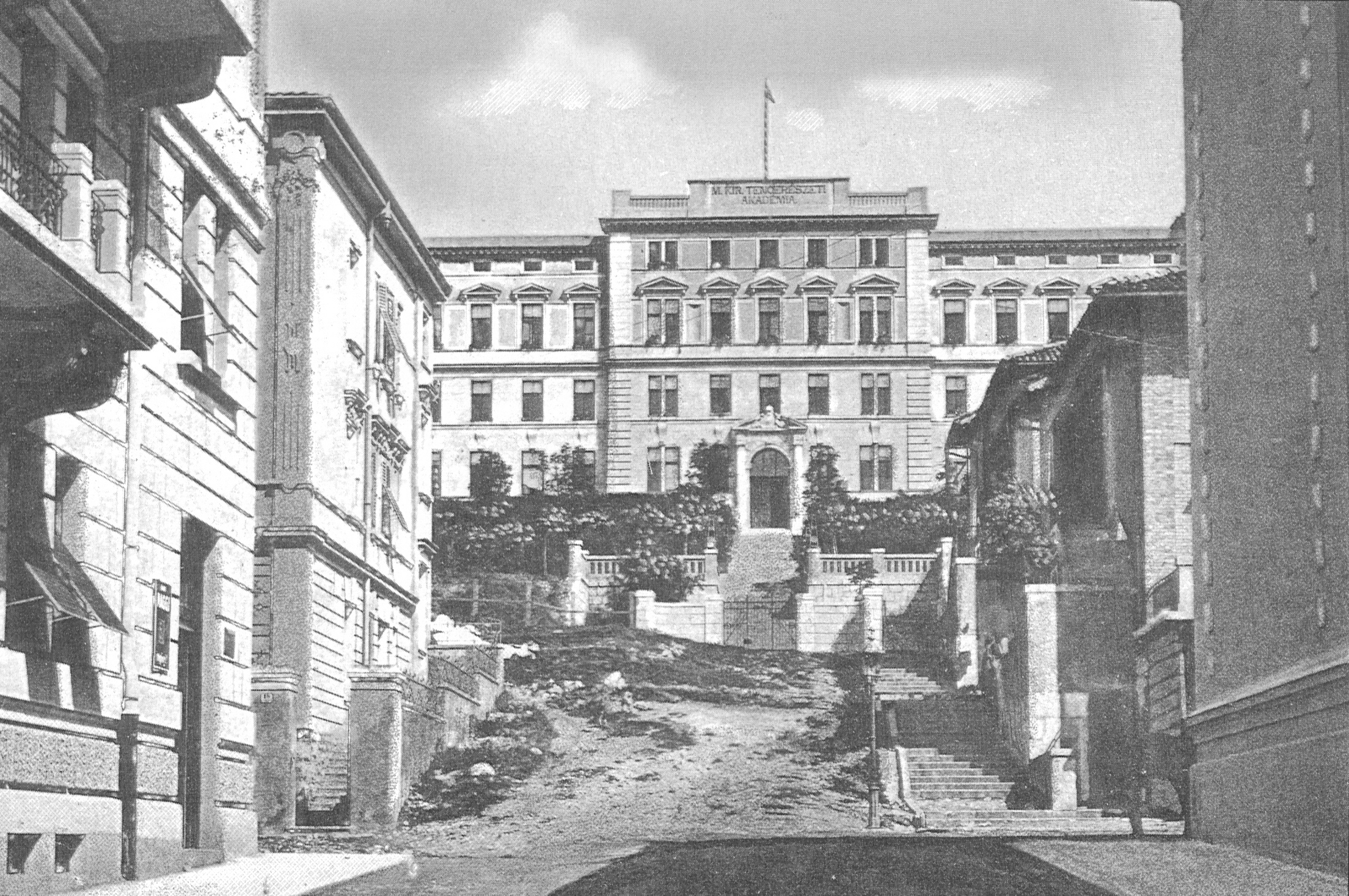
C. k. námořní akademie v Rijece, kde byl Alois von Becker velitelem (1895–1900)

V letech 1876–1877 se jako dobrovolník zúčastnil mezinárodní expedice do Arktidy pod velením britského kapitána Sira Allena Younga na lodi HMS Pandora, poté byl prvním důstojníkem na výcvikové lodi SMS Seehund (1877–1879). V letech 1880-1883 působil v prezidiální kanceláři námořní sekce na ministerstvu války a následně prvním důstojníkem na výcvikové lodi SMS Novara (1883–1886). Mezitím byl povýšen na korvetního kapitána (1. května 1884) a v roce 1886 se vrátil na ministerstvo války, k datu 1. května 1886 byl povýšen na fregatního kapitána. Jako velitel korvety SMS Saida vedl plavbu námořních kadetů do západní Afriky a severní Ameriky (1888–1890).
Dne 1. listopadu 1891 byl povýšen na kapitána řadové lodi a v letech 1892–1893 doprovázel arcivévodu Františka Ferdinanda na cestě kolem světa jako velitel křižníku SMS Kaiserin Elisabeth. Cesta začala 15. prosince 1892 v Terstu přes Středomoří a Blízký východ do Indie. Další plavba vedla k břehům Austrálie a následně do Číny a Japonska. Posádku lodi tvořilo přes 400 mužů, k důstojnickému sboru patřili Hermann von Jedina, Anton Sanchez de la Cerda nebo Arthur Bourguignon von Baumberg. Na lodi se plavil také arcivévoda Leopold Ferdinand. K doprovodu arcivévody Františka Ferdinanda patřili jeho nejvyšší komoří hrabě Leo von Wurmbrand-Stuppach a mimo jiné také šlechtici z Čech Jindřich Clam-Martinic a Karel Kinský. V Japonsku přestoupil arcivévoda František Ferdinand na kanadský parník, který jej přepravil do severní Ameriky, odkud se pak na francouzské lodi vrátil do Evropy. Kapitán Becker se z Dálného východu vrátil v roce 1894 a byl přidělen ke sborovému námořnímu velitelství v Pule, kde byl krátce zástupcem velitele arzenálu. V letech 1894–1895 byl zástupcem ředitele Námořního technického výboru a nakonec zastával funkci velitele C. k. námořní akademie v Rijece (1895–1900). Ke dni 1. listopadu 1897 byl povýšen do hodnosti kontradmirála a v létě 1899 byl krátce velitelem divize. V srpnu 1899 se vrátil na pozici velitele námořní akademie a v této funkci následujícího roku zemřel. 

## Tituly a ocenění
Od roku 1867 byl uživatelem šlechtického titulu rytíř (Ritter von Becker), který získal jeho otec. Během služby u námořnictva se stal nositelem vysokých vyznamenání v Rakousku-Uhersku i v zahraničí.

### Rakousko-Uhersko
- Válečná medaile (1873)
- Služební odznak pro důstojníky III. třídy (1882)
- Řád železné koruny III. třídy (1893)
- Medaile za námořní plavbu 1892/1893 (1893)
- Jubilejní pamětní medaile (1898)
- Služební odznak pro důstojníky II. třídy (1899)

### Zahraničí
- Řád slávy II. třídy (1871, Tunisko)
- komandérský kříž Řádu avizských rytířů (1890, Portugalsko)
- komandérský kříž Řádu sv. Mořice a Lazara (1893, Itálie)
- Řád posvátného pokladu II. třídy (1894, Japonsko)
- velkodůstojník Řádu rumunské koruny (1896, Rumunsko)
- Řád Takova II. třídy (1900, Srbsko)